# Madeth Gray'll
 (février 2011).
- Si vous ne connaissez pas le sujet, laissez ce bandeau (vous pouvez alors contacter les auteurs).
- Si vous supprimez le contenu mis en cause (vous pouvez préalablement contacter les auteurs),

argumentez précisément cette suppression dans la page de discussion
(un manque de référence n'est pas un argument ; une recherche réelle de référence doit avoir été effectuée, être formellement documentée).
 (octobre 2013).
Si vous disposez d'ouvrages ou d'articles de référence ou si vous connaissez des sites web de qualité traitant du thème abordé ici, merci de compléter l'article en donnant les références utiles à sa vérifiabilité et en les liant à la section « Notes et références ».
Madeth Gray’ll est un groupe de rock japonais de la fin des années 1990 qui a fortement influencé la scène visual kei.

## Histoire
L'histoire de Madeth Gray'll débute avec Hisui, Yukina, Shizuru et Hizumi.
Hisui (qui s'appelle Kei à l'époque) et Yukina sont les deux éléments principaux du groupe, les seuls qui auront vécu l'aventure du début à la fin. Le premier écrit toutes les paroles et partage la quasi-totalité des compositions avec le second. Ils se sont rencontrés grâce à Shizuru qui a séjourné avec Hisui dans Vierge et avec Yukina (guitariste à cette époque) dans L~CYFER.
La formation n'aura pas de batteur officiel avant l'année suivante mais cela ne les empêche pas de sortir quatre demo tapes éditées à 300 exemplaires chacune entre début novembre et fin décembre.
Début 1998, le groupe est toujours le même, sauf que le chanteur Kei abandonne son pseudo pour redevenir Hisui. Le mois de mars est très prolifique pour eux car ils sortent trois demo tapes en une semaine, suivis d'une autre le 4 avril mais qui contiendra six chansons dont deux nouvelles et une version normale de kyoushi kyoku. Éditée à 1500 exemplaires la première fois, elle sera rééditée à 2000 copies en juin. Alors qu'ils sont en pleine ascension, un double drame les frappe le funeste mai 1998...
Premier drame, national, Hide meurt et le Japon perd l'une des plus grandes stars qu'il ait jamais porté. Second drame et qui touche plus directement Madeth Gray'll, c'est le décès, quelques jours plus tard, de leur guitariste Hizumi qui se tue dans un accident de voiture alors qu'il se rendait... aux funérailles d'Hide Chan ! Le comble dans tout ça, c'est que le précédent groupe d'Hizumi s'appelait vie éternelle...
Le groupe se relève et décide de continuer en intégrant officiellement leur premier batteur Tsubaki avec qui ils vont rendre un dernier hommage à leur ami en rééditant sur CD, une chanson qu'il avait composée quelques mois avant sa mort: Hakuchu yume no sangeki. Le CD existera en deux versions, une blanche et une noire, distribuées lors des lives des 8 et 9 août et durant lesquels ils offriront également la vidéo promotionnelle de Parasite. Puis, comme pour marquer leur retour d'un grand coup, ils sortent le lendemain leur premier vrai CD single Juujika no ketsumatsu.
Malheureusement dans les mois qui suivent, le groupe ne va pas bien et Shizuru ainsi que Tsubaki fraîchement arrivé, quittent le navire laissant Hisui et Yukina seuls à bord. Mais le noyau de Madeth Gray'll ne désespère pas et termine cette année noire avec la sortie d'une vidéo clip: Rasen kaiden to kioku.
1999 est l'année du renouveau pour eux car un certain Kisaki créé un nouveau label qui a pour but d'aider les débutants. Une aubaine qu'ils saisiront et on les retrouvera ainsi sur la première compilation de Matina, New age culture. Bien décidés à reconstruire Madeth Gray'll, Hisui et Yukina recrute un nouveau guitariste Izumi. Son nom s'écrit sans "h" contrairement à feu Hizumi et il vient du groupe Distray où il jouait aux côtés d'un certain Ruiza que Kisaki prendra pour son groupe Syndrome avant qu'il ne rejoigne D ! Le Jrock, c'est un peu une grande famille.
Avec lui, ils vont réenregistrer leur single qu'il sortiront le 30 juin. Un autre single, ',Mother Complex sera distribué gratuitement lors d'un concert le 9 août 1999 qu'ils donneront avec un autre nouveau guitariste Ukyou. Malheureusement, il faut croire que le 9 août n'est décidément pas une bonne date pour un retour car Ukyou ne restera pas longtemps au sein du groupe.
Pourtant 2000 sera l'année de la consécration pour eux et fera les beaux jours de Matina. Avec un nouveau batteur Reika qui les a rejoints en octobre, ils vont sortir leur premier album Lucifer qui connaîtra un franc succès au point d'être édité trois fois ! Ils se produiront durant cette année avec un guitariste de session, Airi pour qui c'est le premier groupe.
Mais Yukina se lasse, certainement fatigué par tous les déboires rencontrés et décide de quitter le groupe. Les autres membres qui ne veulent pas continuer sans lui, décideront de tout arrêter également. L'annonce sera faite par Hisui le 28 novembre lors d'un live durant lequel était vendu spécialement un single. Malgré ça, le lendemain, sort un mini album Boukai no mato ?Entith de marge? et Airi deviendra membre officiel pour les quelques semaines d'existence qu'il reste au groupe.
Ils se sépareront lors du live du 29 janvier 2001 pendant lequel ils offriront une vidéo live pour l'achat de leur mémorial album qui sortira le lendemain.

## Style
Le style musical (mais aussi visuel) de Madeth Gray'll se rapproche d'un style gothique, avec une musique sombre et un chant très tourmenté, voire morbide. Hisui a une voix très particulière et ses mélodies sont empreintes d'une profonde mélancolie. Quant à ses cris, ils sont la voix même d'un esprit déjanté, évoquant la folie ou la mort. Niveau instrumental, le groupe oscille entre mélodique avec deux guitares qui se superposent (souvent arpèges/rythmiques), comme dans beaucoup de groupes de visual kei, et un style beaucoup plus extrême, avec des chansons aux tempos très rapides (et une batterie et basse très poussée) qui peuvent rappeler ZAN de Dir en grey, mais en plus osé et avec une production moins soignée.

## Formation

### Membres actuels
- Hisui (翡翠?) : chant
- Izumi (泉?) : guitare
- Airi (藍梨?) : guitare
- Yukina (雪那?) : basse
- Reika (麗華?) : batterie

### Anciens membres
- Hizumi : guitare (décédé en 1998)
- Shizuru : guitare (parti en 1999)
- Tsubaki : batterie (parti en 1999)
- Ukyou : guitare (parti en 2000)

## Discographie

### Singles
- Norowareshi hana no Seimei (22/10/1997)
- Seiya ni Kanaderu Kyou Shi Kyoku (25/12/1997)
- Hakuchuumu no Sangeki (20/03/1998)
- Hakuchuumu no Sangeki [2nd press] (08/08/1998)
- MOTHER COMPLEX (1999)
- Norowareshi Hana no Seimei (2000)

### Compilations
- NEW AGE CULTURE ~Dai Ichi Gakushou~ (20/10/1997)
- Face of Soleil (30/01/1998)
- NEW AGE CULTURE ~Dai Ni Gakushou~ (27/01/1999)
- Matina PRELUDE (12/07/2000)
- Matina PRELUDE:2 ~an effort of resalt~ (31/01/2001)
- Matina 1997~2002 (14/02/2003)